# Sosnová (Liberec)
Sosnová é uma comuna checa localizada na região de Liberec, distrito de Česká Lípa‎.